# ТЭС «Белхатув»
Белхатувская ТЭС (пол. PGE Elektrownia Bełchatów S.A.) — крупная польская конденсационная электростанция с общей установленной мощностью 5420 МВт. Расположена в городе Белхатув Лодзинского воеводства Белхатовского повята. В качестве топлива использует бурый уголь, добываемый в расположенных рядом угольных разрезах.
Является самой крупной электростанцией Польши, самой крупной ТЭС Евросоюза, четвёртой в мире ТЭС по установленной мощности и до 2016 года являлась самой мощной станцией, которая использует в качестве топлива исключительно бурый уголь.

## Современное состояние
Белхатувская тепловая электростанция производит в среднем 27-28 млрд кВт•ч в год, что составляет 20 % от всей годовой генерации электроэнергии в Польше. Станция принадлежит и управляется «PGE Elektrownia Bełchatów S.A.», которая является подразделением «Польской энергетической группы».
После ввода в эксплуатацию нового энергоблока мощностью 858 МВт в октябре 2010 года и ряда мероприятий по модернизации, проведённых в 2011 и 2015 годах, общая установленная мощность станции составляет 5420 МВт. По имеющейся информации, новый энергоблок производства «Alstom» имеет КПД 42 %, что позволяет снизить удельное выделение углекислого газа и потребление топлива. «Alstom» также производила модернизацию всех 12 турбин в целях более эффективного использования пара, в 2009 году был подписан контракт на модернизацию энергоблока № 6.
Белхатувская ТЭС использует две трубы высотой 300 м, которые являются одними из самых высоких свободностоящих конструкций в Польше.

### Выделение углекислого газа
В 2007 году Всемирный фонд дикой природы включил электростанцию в европейский список одиннадцати наиболее загрязняющих окружающую среду предприятий по причине большого удельного выделения углекислого газа (1,09 кг/кВт•ч или ≈30,1 млн т CO2 в год). Для сокращения количества выбросов CO2 на Белхатувской ТЭС предполагается применить технологию
утилизации углекислоты на нескольких энергоблоках в период 2011—2015 гг. Данная программа модернизации осуществляется при поддержке Европейской комиссии и оценивается в 180 млн евро.

## Белхатувское угольное месторождение
Открытую разработку бурого угля в районе города Белхатув осуществляет одноименная польская компания «Белхатув». Основанная 17 января 1975 года, государственная «Белхатув» была приватизирована 1 января 1999 года, после чего стала иметь организационно-правовую форму общества с ограниченной ответственностью (ООО). Основным потребителем бурого угля является Белхатувская ТЭС.
Добыча осуществляется на трех участках (пол. "Kamieńsk", "Bełchatów", "Szczerców"). Месторождение «Bełchatów» с общими запасами в 2 млрд т предполагается использовать до 2038 года.

## Фотогалерея
- Белхатувская ТЭС
- Белхатувская ТЭС
- Белхатувская ТЭС и угольный разрез
- Белхатувский бурый уголь и электростанция на втором плане